# Acacia pachyloma
Acacia pachyloma é uma espécie de leguminosa do gênero Acacia, pertencente à família Fabaceae.